# Carlos Peppe
Carlos Eduardo Peppe Britos, dit Carlos Peppe, né le 28 janvier 1983 à Montevideo en Uruguay, est un footballeur international andorran d'origine uruguayenne évoluant au poste de milieu de terrain. 
Il joue pour le club andorran de l'UE Sant Julià.

## Biographie

### Sélection
Carlos Peppe est convoqué pour la première fois par le sélectionneur national Koldo Álvarez pour un match des Éliminatoires de l'Euro 2012 face à l'Irlande le 7 octobre 2011 (défaite 2-0). Il entre à la 60e minute à la place de Marc Pujol.
Il compte 23 sélections et 0 but avec l'équipe d'Andorre depuis 2008.

## Palmarès
- UE Sant Julià :
  - champion d'Andorre en 2009.
  - vainqueur de la Coupe d'Andorre en 2008, 2010 et 2011.
  - vainqueur de la Supercoupe d'Andorre en 2009, 2010 et 2011.